# Saga Alfa
Saga Alfa è un arco narrativo a fumetti caratterizzato da una forte continuity, pubblicato in cinque numeri della serie regolare di Nathan Never, pubblicata dalla Sergio Bonelli Editore. Il primo albo è uscito nel gennaio 2000 (albo n. 104) e si è conclusa nel maggio dello stesso anno (albo n. 108). L'Agenzia investigativa Alfa è alle prese con una crisi che ne mette a repentaglio la stessa esistenza. Nel corso della saga, verranno alla luce le origini della stessa Agenzia e alcuni segreti dal passato del direttore Edward Reiser. Faranno la loro prima apparizione Mister Alfa, che diverrà in seguito il principale antagonista di Nathan Never, e Solomon Darver, futuro direttore dell'Agenzia e le gemelle Ross, che diventeranno i piloti dell'Agenzia e a cui verranno dedicate alcune storie in solitario nella collana Agenzia Alfa. La saga è inoltre l'occasione per dare un completo restyling alle strutture logistiche dell'Agenzia, aggiornandole graficamente dall'iniziale aspetto, che aveva avuto forti influenze dal cyperpunk, dal film Blade Runner e dallo stile manga.

## Trama

### Prologo
Nel periodo precedente agli eventi delle saga, la figlia di Nathan Never, Ann, ormai guarita ha lasciato il pianeta Terra assieme alla fratellanza Ombra, e quindi il padre si ritrova d'improvviso svincolato dalla necessità di dover lavorare per l'Agenzia Alfa per pagarle le costose cure al Sinclair Asylum. Inoltre, l'agente speciale ha iniziato da qualche mese a convivere con la bella e ricca Hadija, nella sua villa fuori città. Si sta facendo strada nella sua testa l'idea di abbandonare il suo lavoro.
L'Agenzia Alfa ha appena rinnovato il suo organico: Jack O'Ryan e April Frayn sono scomparsi con l'Asteroide Argo nella misteriosa stringa spaziale e sono stati sostituiti dal mutato Branko e dal ex-militare Luke Sanders (introdotti nella precedente saga di Atlantide). Durante la missione di recupero degli agenti dispersi, poi fallita, sono emerse relazioni misteriose di Reiser e dell'Agenzia con una creatura umanoide di nome Kranio, che sembra gestire grosse quantità di denaro in nome dell'Agenzia. La tensione tra il direttore Reiser e i suoi agenti è al limite. In più di un'occasione Reiser fa riferimento ad alcuni segreti che se rivelati porterebbero alla distruzione dell'agenzia: l'unico agente che sembra condividere con il capo dell'Agenzia le sue preoccupazioni è l'esperto informatico Sigmund Baginov, che ha appena acquisito i resti della tecnologia dei Venerabili, rettili antropomorfi che avevano dato vita ad un'avanzata civiltà all'epoca dei dinosauri.

### Episodio 1 - Il nemico nell'ombra
Nel primo album della saga, scritto da Michele Medda e disegnato da Stefano Casini, una coppia di ricordanti, Schiffer e Castermann, al soldo di Reiser, attirano l'attenzione degli uomini al servizio di Aristotele Skotos, incuriosito dalle informazioni che i due potrebbero avere sul conto dell'Agenzia Alfa. Dopo l'accidentale morte di Schiffer, Skotos manda Zvetan Rakos, un altro ricordante, a procurarsi le informazioni dal memobox della Castermann, che viene quindi uccisa. Allarmato, Reiser invia Legs Weaver e Nathan Never a caccia dell'assassino. Si scopre inoltre che Reiser ha paura che tali informazioni finiscano nelle mani di un procuratore generale, Solomon Darver, che sta indagando su presunte attività illecite dell'agenzia. Con un sotterfugio, Legs convince Rakos che potrebbe aver contratto un virus informatico letale. Rakos ritarda quindi la consegna delle informazioni, inseguito sia da uomini di Skotos sia dai due agenti Alfa. Dopo un lungo inseguimento, Rakos muore e Skotos riesce ad entrare in possesso, almeno parzialmente, di quelle informazioni segrete. Reiser rivela ai due agenti che tali informazioni contengono i piani segreti di rafforzamento delle strutture dell'Alfa Building e decide di conseguenza di lanciare un attacco contro il palazzo del leader religioso, prima che questi riesca ad utilizzare a suo vantaggio i segreti ottenuti.

### Episodio 2 - Missione ad alto rischio
In questo albo, scritto da Stefano Piani e disegnato da Mario Alberti, gli Agenti Alfa tentano un'incursione nel palazzo di Skotos: Link e Sigmund Baginov coordineranno l'azione dall'Alfa Building, Andy Havilland si occuperà dell'appoggio aereo, mentre Nathan Never, Legs Weaver, Branko, Luke Sanders e May Frayn, dotati per l'occasione di nuove avveniristiche esoarmature comandate tramite il pensiero ed in grado di potenziare la loro forza e velocità, entreranno nel palazzo del predicatore per recuperare i piani dell'Alfa Building. Gli agenti sono convinti di essere in possesso di una mappa del palazzo, ma ignorano che tutte le strutture difensive sono state potenziate dopo la recente incursione del Tecnodroide Selena (narrata nell'albo numero 99 della serie regolare). Aristotele Skotos e suo figlio Kal si accorgono immediatamente del tentativo di incursione e scatenano contro gli agenti i tecnodroidi artificiali di cui Skotos è padrone. Branko viene colpito e tutti sono convinti che sia morto, vista la cospicua quantità di sangue che esce dall'armatura. L'agente è inspiegabilmente completamente sano. Reiser ordina il rientro dalla missione, mentre Link improvvisamente crolla a terra. Rientrati sul flyer, gli Agenti fanno una scoperta agghiacciante: all'interno dei cinque esoscheletri sono presenti cloni deformi di Nathan Never, Legs Weaver, May Frayn, Jack O'Ryan e April Frayn (questi ultimi rispettivamente negli esoscheletri di Branko e Luke). Arrivati in Agenzia, gli agenti trovano la segretaria di Reiser, Janine Sprengler, a terra svenuta e apprendono che Reiser è stato rapito misteriosamente. Nel frattempo, su tutti gli schermi dell'agenzia, fa la sua prima apparizione Solomon Darver, il quale annuncia che l'Agenzia è stata commissariata dal Consiglio di Sicurezza.

### Episodio 3 - Il Patto
Nel terzo albo della saga, scritto da Bepi Vigna e disegnato da Roberto De Angelis, l'Alfa Building viene evacuato, mentre Solomon Darver chiede che gli vengano consegnati i distintivi e le armi degli agenti Alfa. Questi che si dirigono verso il laboratorio di Sigmund e lo costringono a raccontare la verità riguardo ai loro cloni: l'informatico dell'agenzia racconta quindi che la tecnologia sempre avanzatissima di cui disponevano era fornita da un misterioso personaggio, residente nei sotterranei dell'Alfa Building, che rielabora tutte le tecnologie che gli Agenti trovano durante le loro missioni; costui di fatto finanzia l'Agenzia dalle sue origini. Si scopre quindi che in gioventù Reiser e Sigmund, avendo aiutato Kranio, uno dei primi prototipi di mutato, a nascondersi dall'esercito, sono entrati in contatto con una sezione distaccata delle forze armate, comandate proprio da questo misterioso personaggio, chiamato Mister Alfa. In cambio del silenzio, Reiser ottiene la libertà per Kranio e un accordo per avere i fondi per aprire l'Agenzia. Sigmund è il primo dipendente assunto, seguito dal meccanico Mendoza. Alla fine del racconto di Sigmund, la reazione indignata degli agenti viene bloccata da un filmato in cui un gruppo terroristico, World Vox, rivendica il rapimento e la successiva esecuzione di Reiser. Ancora basiti, gli agenti sono convinti da Darver ad intraprendere una missione nei sotterranei dell'Alfa Building a caccia di Mr Alfa.

### Episodio 4 - Alfa
Quest'albo, scritto da Stefano Vietti e disegnato da Giancarlo Olivares, tratta della missione degli Agenti Alfa nei sotterranei dell'Alfa Building alla ricerca di Mister Alfa, che si è rivelato essere colui che ha manovrato l'Agenzia Alfa fin dalle sue origini. Scarsi in numero, gli agenti decidono di ricorrere all'aiuto dei loro cloni, che liberati da un blocco mentale rivelano avere lo stesso carattere degli originali. I cloni sono frutto della tecnologia della clonazione accelerata del Professor Odaka e del risveglio della memoria genetica del professor Dermody (personaggi e tecnologie introdotte tempo prima nella serie), mutati fisicamente per essere guerrieri perfetti. Scesi nei sotterranei, il gruppo di agenti si divide in tre gruppi: Branko, Luke con i cloni di Jack e di April formano il primo, immediatamente decimato da insetti robot che eliminano Jack, mentre April precipita sotto un pilone nel tentativo di scardinare una porta bloccata. Il secondo gruppo, composto da May, Legs e dai rispettivi cloni, perde immediatamente il clone di May che precipita sulle fondamenta del palazzo dove viene massacrata dal clone di Branko, ibridato con un mostro Shra, che successivamente uccide anche April mentre imprigiona Luke e Branko originale. Il terzo gruppo, quello di Nathan, Andy e del clone di Nathan, trova i cilindri in cui sono stati creati i cloni e in uno di essi vi è, sedato, il clone di Havilland, mostruosamente deforme. Andy, colto da un accesso di ira, lo libera per chiedere il motivo di tale deformità. Il clone impazzito tenta di ucciderlo, prima di venire eliminato dal clone di Nathan. Nel frattempo May viene rapita mentre con le due Legs cerca di uscire da una serie di cunicoli. Nathan e Legs e rispettivi cloni si trovano ad affrontare Mister Alfa e il clone di Branko. Alfa si trova in una sala con numerosi computer frutto della fusione di elettronica e cervelli biologici, e rivela che anche il potente computer di Sigmind è in realtà uno di questi. Mentre tenta di teletrasportarsi con la porta sacra dei Venerabili, Mister Alfa viene apparentemente ucciso dal clone di Nathan, mentre il clone di Branko mette fuori gioco Legs e ne massacra il clone. Mentre sta per far fuori anche Nathan, la parte senziente di Branko riprende brevemente il sopravvento e avvisa l'amico di fuggire, perché al suo interno è stata innestata una bomba. Mentre Nathan e Legs scappano insieme agli altri agenti, il clone di Nathan tenta inutilmente di portare fuori dall'Alfa Building il clone di Branko, che comunque esplode causando la distruzione del palazzo. Tutti i cloni sono morti, ma gli agenti Alfa sono ancora tutti in vita, anche se disperati. Aristotele Skotos si rende conto che un nuovo nemico comune all'Agenzia Alfa ha reso nota la sua presenza.

### Episodio 5 - Dalle ceneri
L'albo conclusivo della saga è stato scritto da Alberto Ostini e disegnato da Ernestino Michelazzo. L'alba inizia con il funerale di Edward Reiser e con la conferenza stampa di Solomon Darver, che riabilita parzialmente l'immagine di Reiser: a suo parere il direttore dall'agenzia ha tentato di resistere alle pressioni di Mister Alfa. Darver annuncia la ricostruzione dell'Alfa Building, sede della nuova agenzia che sarà il braccio operativo del Consiglio di Sicurezza Mondiale. Nathan prende tempo, cercando di capire le vere intenzioni di Darver. Chi non riesce a darsi pace è Sigmund, che prova rimorso per la morte di Reiser. Consulta il suo amico Igor, un hacker esperto di arte e manipolazione di immagini, che dimostra la non veridicità del filmato della morte dell'ex direttore dell'Agenzia. Passano i mesi, il nuovo Alfa Building è pronto: Darver, nuovo direttore, mette alla prova i suoi agenti simulando un attacco terroristico. In questa occasione sono presentate le tre gemelle Ross (Harmony, Melody e Symphony), esperti piloti di qualsiasi veicolo d'acqua, terra o aria (e ribattezzate suffragette da Legs). Dopo l'inaugurazione del nuovo Alfa Building, Nathan rivela a Darver i dubbi che nutre sulla sua reale identità. Secondo Nathan, il nuovo direttore dell'Agenzia è in realtà lo stesso Reiser, sotto un'altra identità. Tutti gli avvenimenti accaduti durante la saga, farebbero semplicemente parte di un piano strutturato dallo stesso Reiser per eludere il controllo di Mister Alfa sull'Agenzia. Darver non conferma, ma neppure smentisce, chiede semplicemente a Nathan di continuare a fare il suo lavoro, affermando che da quel momento l'Agenzia Alfa non è più ricattabile da nessuno. Le ultime pagine dell'albo rivelano la nascita del primo tecnodroide naturale, Neos, nato da July Frayn (sorella di May e dotata di cellule tecnorganiche chiamate nanoidi), tenuto tra le braccia di Aristotele Skotos.

## Conseguenze della saga
- Nathan Never decide di continuare a lavorare per l'Agenzia Alfa, anche se pieno di dubbi.
- Andy Havilland ha il primo segnale della malattia che lo porterà a sfiorare la morte. Durante la guerra contro le colonie orbitanti passerà al servizio di Mister Alfa per usufruire delle cure che solo l'uomo è in grado di dargli.
- I rapporti tra tutti gli agenti e Sigmund Baginov iniziano ad incrinarsi: nessuno riesce a perdonargli di essere stato complice di Reiser nel preservare gli oscuri segreti dietro le origini dell'agenzia e di aver passato informazioni riguardo alla tecnologia a Mister Alfa.
- Senza il supporto della tecnologia di Mister Alfa, l'Agenzia perderà la sua avanguardia tecnologica: effetti se ne vedranno durante la lotta contro la Compagnia, in cui un manipolo di uomini armati riesce a occupare l'Alfa Building.
- L'identità di Solomon Darver rimane un mistero: emergono alcuni suoi legami con un gruppo politico capeggiato da Nadya Galya e dal senatore Roger Francis Sawyer, precedentemente procuratore capo di Sara McBain, l'amante di Nathan Never.